# 지중해 지역 (튀르키예)

지중해 지역

지중해 지역(튀르키예어: Akdeniz Bölgesi)은 튀르키예 남부에 위치한 지역으로 면적은 90,348km2, 인구는 9,423,231명(2010년 기준)이다. 남쪽으로는 지중해, 서쪽으로는 에게해 지역, 북쪽으로는 중앙아나톨리아 지역, 북동쪽으로는 동아나톨리아 지역, 동쪽으로는 동남아나톨리아 지역과 접하며 남동쪽으로는 시리아와 국경을 접한다.

## 주

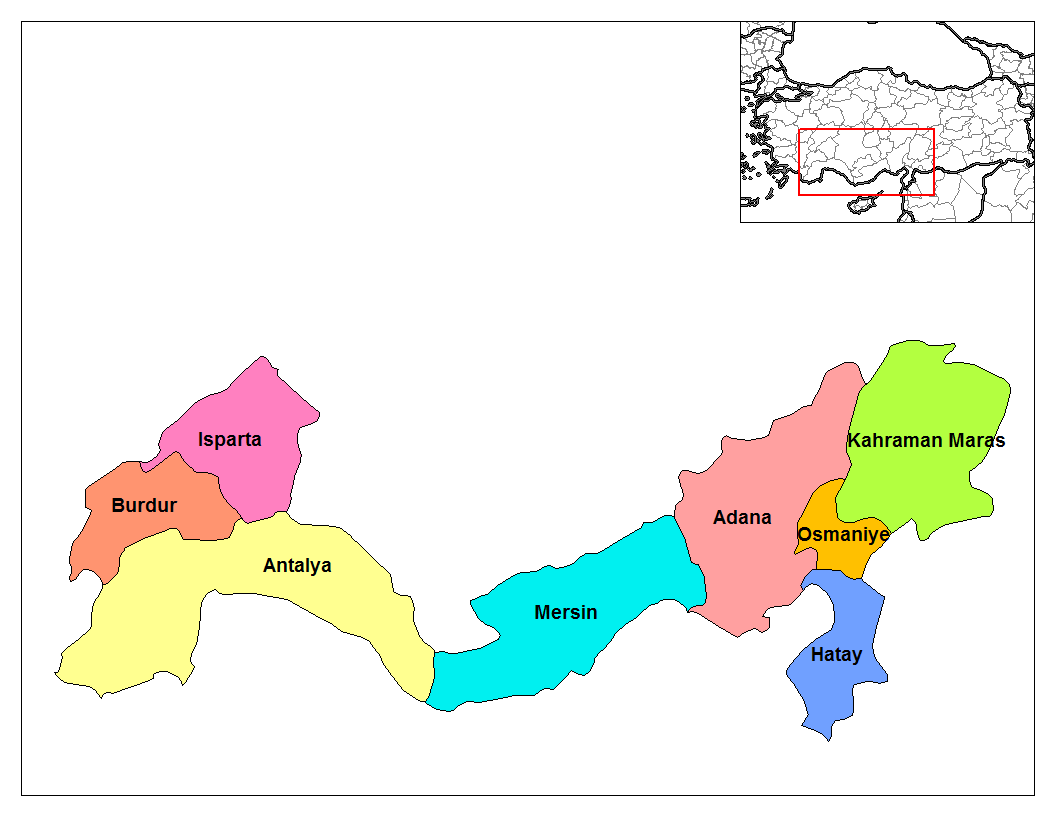
지중해 지역에 속하는 주

- 아다나주
- 안탈리아주
- 부르두르주
- 하타이주
- 이스파르타주
- 메르신주
- 카흐라만마라시주
- 오스마니예주

## 기후
지중해성 기후를 띤다. 연안 지방의 여름은 덥고 건조한 편이며 겨울은 온화하고 서늘하고 습한 편이다. 내륙 지방은 스텝 기후와 대륙성 기후를 띠는데 여름은 덥고 건조한 편이며 겨울은 춥고 눈이 내리는 편이다.

## 같이 보기
- 튀르키예의 주
- 킬리키아